# 巨疣扁海蛭
巨疣扁海蛭（学名：Pontobdellina macrothela）为鱼蛭科扁海蛭属的动物，俗名海蛭。分布于日本、印度尼西亚、印度、澳大利亚、中美洲牙买加金斯敦港、南美洲以及中国等地，营寄生生活，无宿主记载。该物种的模式产地在中美洲牙买加金斯敦。